# Patiserie
Patiserie este un local public în care se oferă o multitudine sortimentală de produse preparate (pregătite și coapte) în laboratorul propriu, băuturi calde nealcoolice, băuturi răcoritoare (îmbuteliate sau preparate pe loc) și bere la pahar. Patiseria, pe lângă salonul de servire, deține un laborator de producție (cofetărie-patiserie) propriu, deservit de o echipă de patiseri.

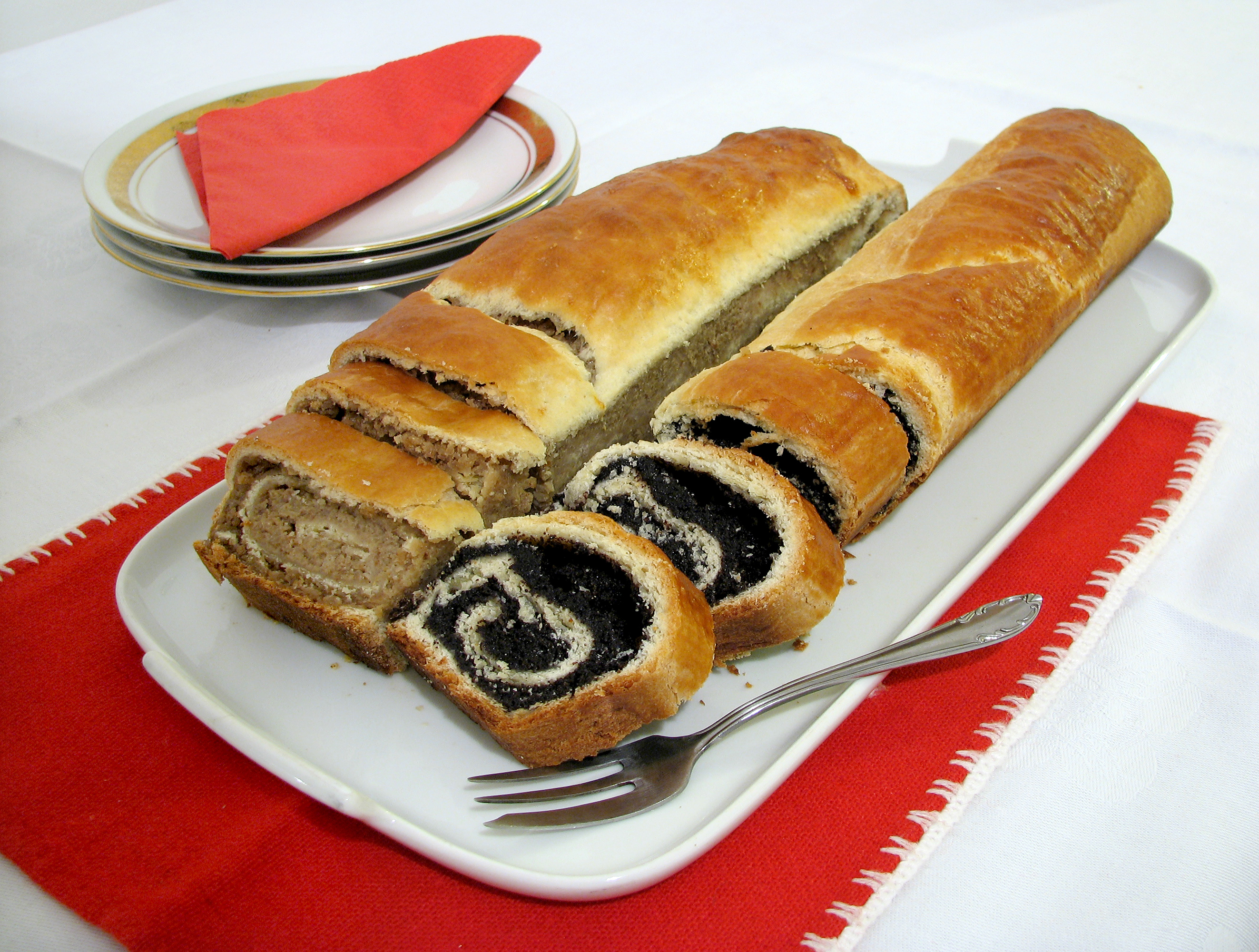
Bejgli, specialitate ungurească de cozonac

## Produse specifice
Printre produsele oferite într-o patiserie se numără: foietaje dulci sau sărate, plăcinte, cornuri, ștrudele, melci cu scorțișoară, checuri, savarine, croissante, precum și prăjituri ambalate individual. În funcție de specificul localului, pot fi comercializate și produse tradiționale (ex. bejgli, cozonac, baclava, sărățele, covrigi), precum și preparate de inspirație internațională.

## Organizare și funcționare
Laboratorul patiseriei este dotat cu utilaje și echipamente specifice, precum cuptoare profesionale, malaxoare, mașini de frământat, mese frigorifice și vitrine pentru expunere. Activitatea implică atât lucrul cu aluat proaspăt, cât și prepararea unor creme, glazuri sau siropuri. Produsele sunt servite de obicei în regim de autoservire sau prin personal specializat.

## Rol cultural și economic
Patiseriile joacă un rol important în viața urbană, oferind o alternativă rapidă la mesele tradiționale și un loc de socializare accesibil. În multe culturi europene, ele sunt frecventate dimineața sau la orele amiezii pentru o gustare dulce ori sărată, alături de o cafea sau ceai.

## Variații internaționale
- În Franța, patiseriile (pâtisseries) sunt recunoscute pentru rafinamentul produselor precum éclair, mille-feuille sau tarte Tatin.
- În Germania, se evidențiază prin produse de tip Bäckerei sau Konditorei — cu accent pe combinația de aluaturi dense și creme consistente.
- În Turcia, patiseriile includ numeroase preparate din foi subțiri (yufka) și siropuri dulci, ca baclavaua sau kadaif.
- În România, patiseriile combină influențele austro-ungare, turcești și franceze, oferind un sortiment variat adaptat gusturilor locale.

## Tendințe moderne
În ultimii ani, patiseriile moderne adoptă concepte precum:
- preparate vegane sau fără gluten;
- ingrediente bio sau artizanale;
- produse de inspirație internațională reinterpretate local.

Patiseriile de tip „boutique” pun accent pe aspectul vizual și ambalajul produselor, adresându-se unui public urban, interesat de calitate și estetică.

## Curiozități
- Ziua Mondială a Croissantului este sărbătorită pe 30 ianuarie.
- În multe orașe europene, patiseria este considerată un indicator al stilului de viață local și al patrimoniului culinar.

## Produse de patiserie
- Pateu  - preparat de foietaj, în formă dreptunghiulară și umplut cu Brânză (amestec telemea cu brânză de vaci) sau ciuperci. Se servesc în stare caldă.
- Pâine cu banane - preparat dulce pe bază de pâine
- Croissant  - corn de foitaj în formă de semilună de origine vieneză.
- Triangle  - preparate din aluat de foietaj, în formă triunghiulară și umplute cu brânză, sau carne tocată

- Saleuri
- Sărățele
- Plăcinte
- Brânzoaice
- Gogoși
- Cozonaci  cu mac, nucă, rahat

- Rulouri

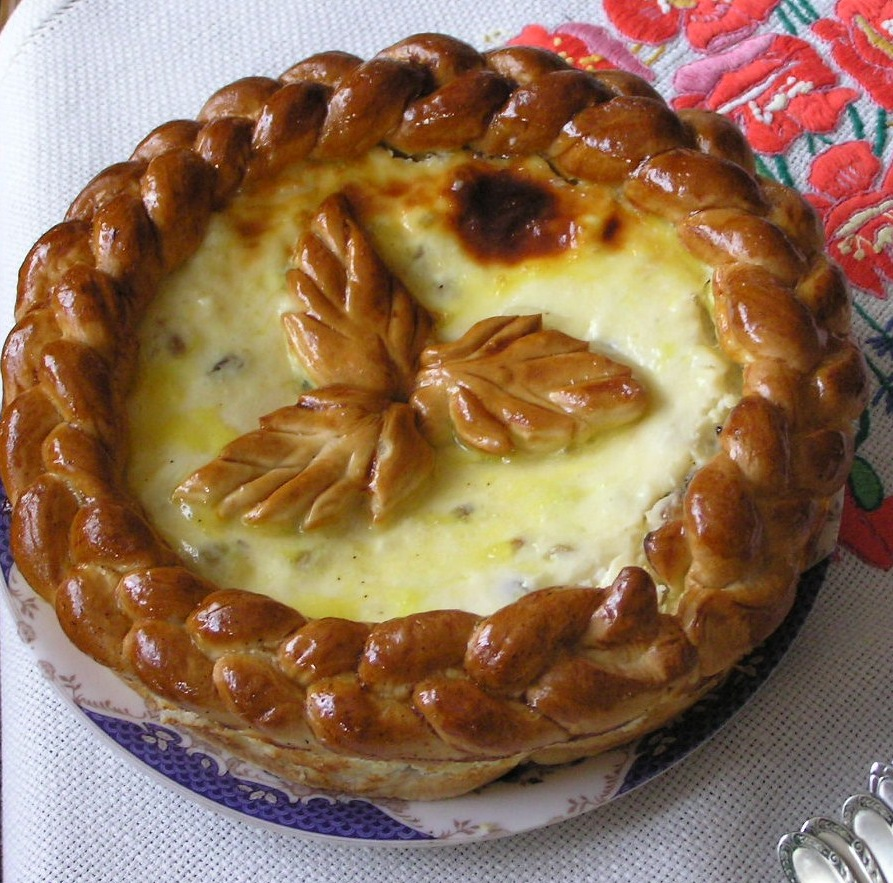
Pască

- Ștrudele umplute cu brânză de vaci sau mere
- Chec
- Sfințișori, un sortiment ocazional, preparat cu prilejul sărbătoririi celor 40 de Mucenici

- Pască  - sortiment preparat în ajunul celei mai importante sărbători religioase a ortodoxiei, Învierea Domnului